# Масадзо Нонака
Масадзо Нонака (яп. 野中正造; 25 липня 1905 — 20 січня 2019) — японський довгожитель, вік якого підтверджено Групою геронтологічних досліджень (GRG), Книгою рекордів Гіннеса та Групою LongeviQuest (LQ). 29 січня 2018 після смерті Франсіско Нуньєса Олівейри, він став найстарішим живим чоловіком у світі та був найстарішим живим чоловіком в Японії. На момент смерті він входив до топ 15 найстаріших підтверджених чоловіків у світі. Помер у віці 113 років, 179 днів.

## Біографія
Масадзо Нонака народився 25 липня 1905 року в Асьоро, Японія. Він був старшим сином засновника Онсена Нонака. У нього було два брати та три сестри.
Він одружився з Хацуно Нонака у пари було 5 дітей.
У жовтні 2017 року, коли йому було 112 років, він голосував на загальних виборах в Японії і ймовірно був найстарішим виборцем в Японії.
Нонака останнім часом проживав в Асьоро, Хоккайдо. Він став найстарішим живим чоловіком в префектурі Хоккайдо після смерті Теру Хатакеямі 3 квітня 2016 року. Він став найстарішим чоловіком в Японії після смерті Масаміцу Йосіди 29 жовтня 2016 року. Після смерті Ісраеля Крісталя 11 серпня 2017 року Нонака був визнаний найстарішим живим чоловіком, підтвердженим дослідницькою групою геронтології. Однак пізніше була верифікація Франсіско Нуньєса Олівейри, який був на півроку старший за Нонакі. Нонака знову було визнано найстарішим живим чоловіком у світі, після смерті Франсіско Нуньєса 29 січня 2018 року. Його офіційно визнала Книга рекордів Гіннеса 10 квітня 2018 року.
Масадзо Нонака помер уві сні 20 січня 2019 року, у віці 113 років, 179 днів.

## Рекорди довгожителя
- 3 квітня 2016 після смерті Теру Хатакеямі став найстарішою живою людиною в префектурі Хоккайдо, чий вік був підтверджений.
- 29 жовтня 2016 після смерті Масаміцу Йосіда став найстарішим живим чоловіком в Японії, чий вік був підтверджений.
- 29 січня 2018 після смерті Франсіско Нуньєса став найстарішим живим верифікованим чоловіком у світі, чий вік був підтверджений.
- 25 липня 2018 став 18-м чоловіком у світі, який досяг 113-річного віку.
- 12 вересня 2018 увійшов до списку 15 найстаріших чоловіків в історії.
- 7 жовтня 2018 Масадзо став другою найстарішою людиною в префектурі Хоккайдо за всю історію, обігнавши за віком Міє Ісігуро.